# Tonkatsu

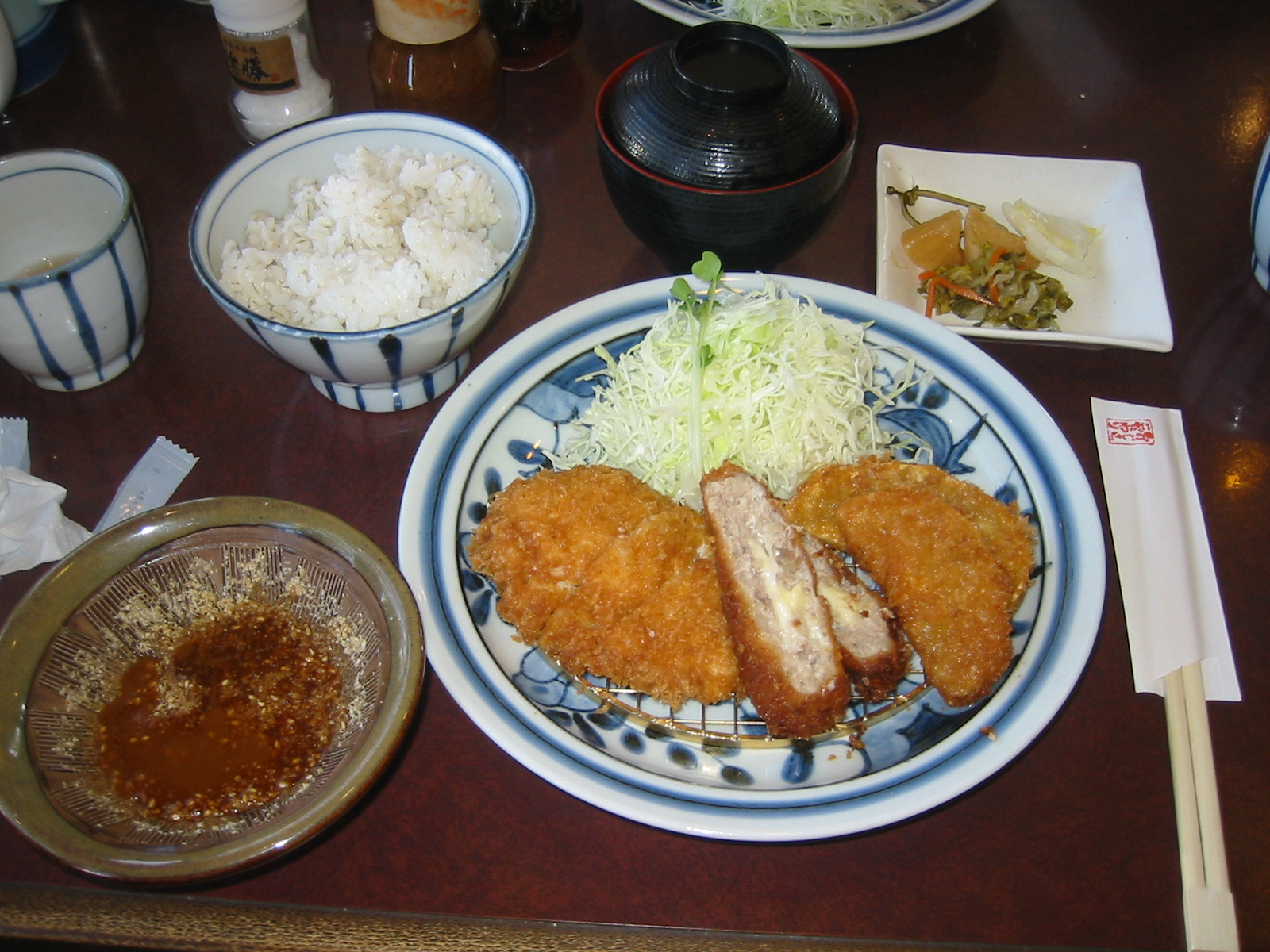
Zestaw (teishoku) tonkatsu

Tonkatsu (jap. 豚カツ ton-katsu; dosł. kotlet wieprzowy) − popularna potrawa japońska.

## Rodzaje potraw
Panierowany kotlet smażony na głębokim tłuszczu jest serwowany w różny sposób, m.in. jako: 
- główna część zestawu (teishoku) lunchowego; kotlet jest pokrojony na cząstki o wielkości jednego kęsa, dogodnego do ujęcia pałeczkami (hashi)[2]; w zestawie jest ryż, poszatkowana kapusta, sos w stylu Worcester oraz zupa miso[3];
- oddzielny zestaw kanapek (katsu-sando) lub część bentō (zestaw na wynos, w podróży);
- katsu-karē czyli kotlet z japońskim curry (karē);
- katsudon czyli kotlet schabowy podawany na misce ryżu.

## Galeria

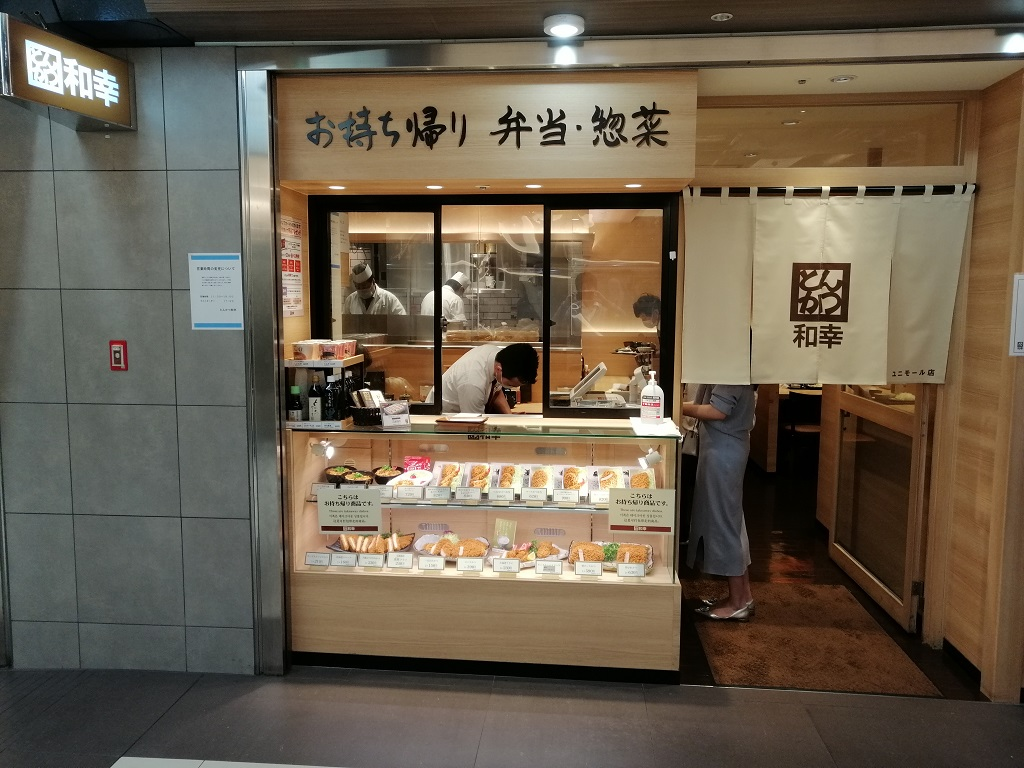
Tonkatsu na wynos
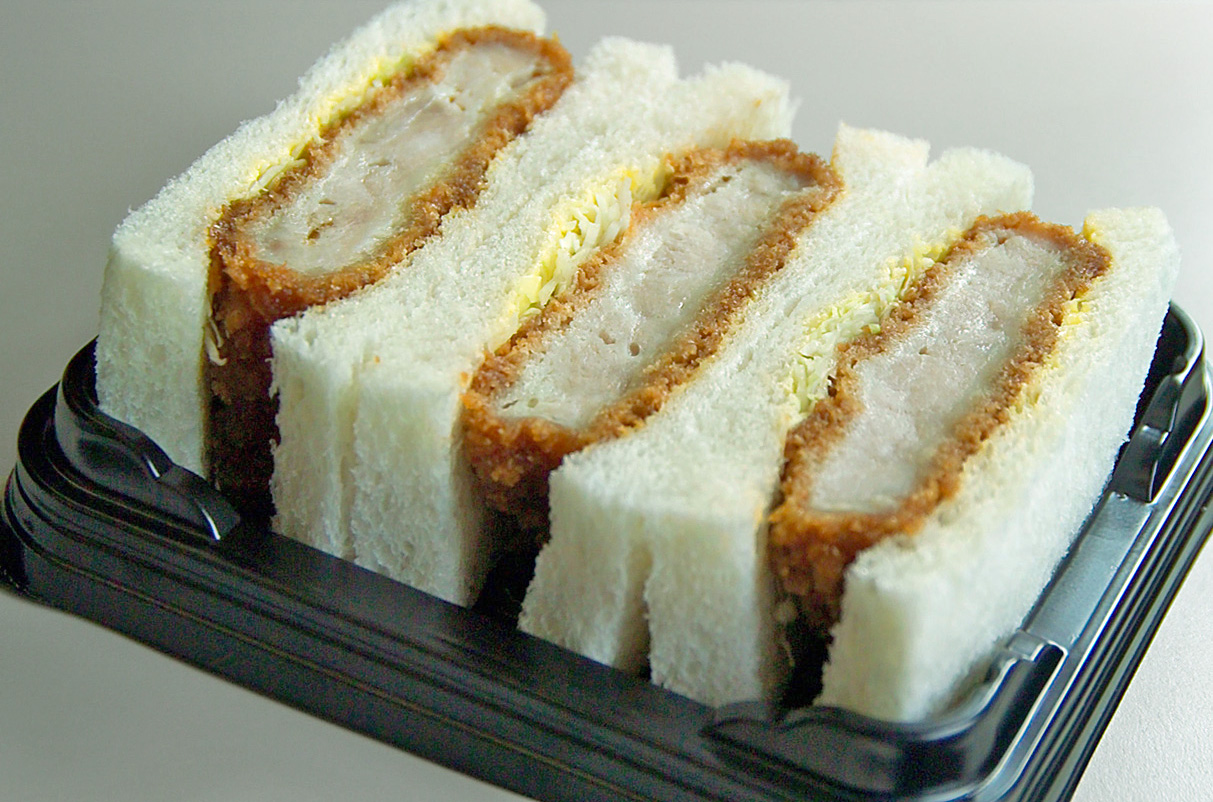
Katsu-sando (kanapka z tonkatsu)
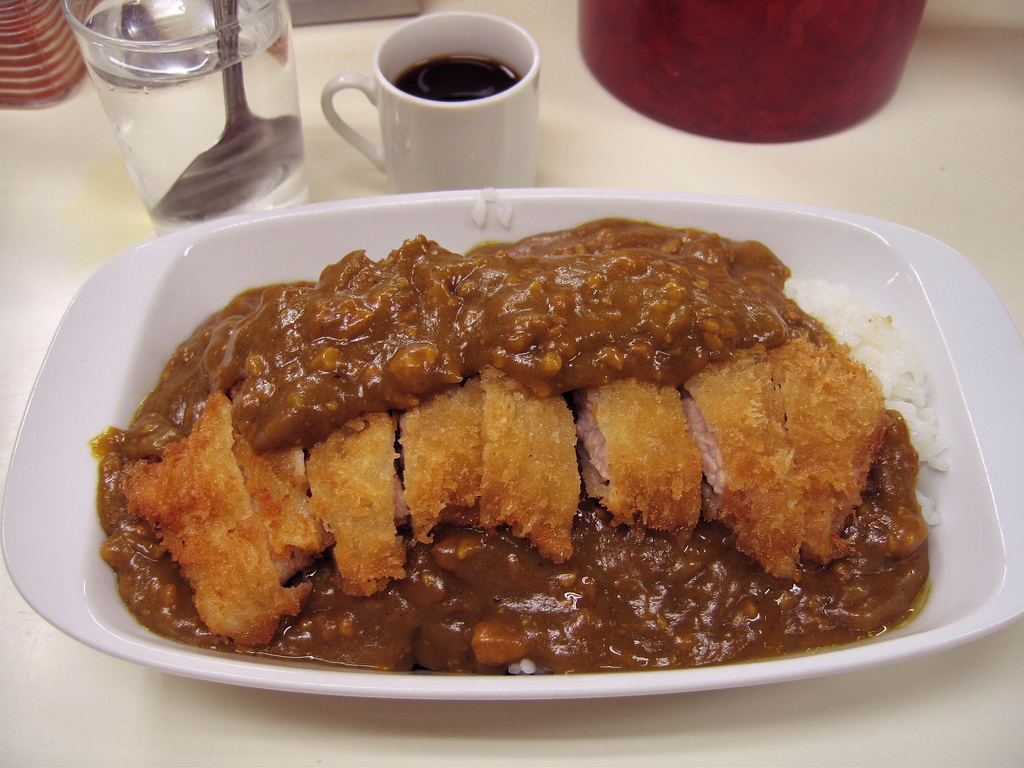
Katsu-karē
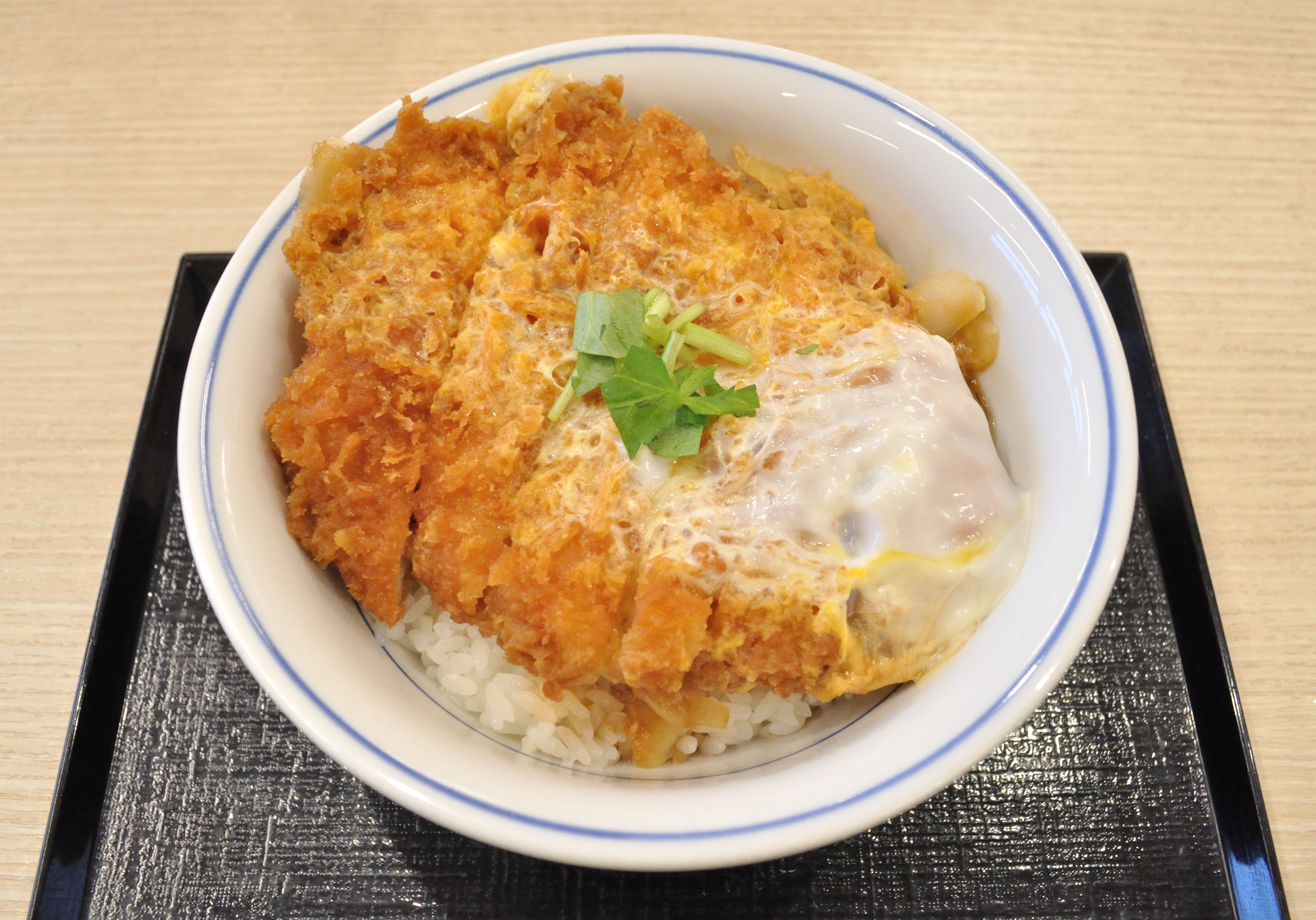
Katsudon